# Ecozona paleartica

L'ecozona paleartica

L'ecozona paleartica o regione paleartica o Paleartico è una delle otto ecozone che dividono la superficie terrestre. Tra queste è quella di maggiore estensione.

## Storia
La storia biogeografica dell'Ecozona Paleartica è stata plasmata da eventi geologici e climatici che si sono susseguiti nel corso di milioni di anni. Durante il Mesozoico, la formazione della Tetide ha avuto un ruolo significativo nella separazione dei continenti euro-asiatico e africano, creando barriere geografiche che hanno influenzato la dispersione e l'evoluzione della vita in quest'area. Durante il Pleistocene, cicli di glaciazione e deglaciazione hanno modellato profondamente il paesaggio, alterando la distribuzione della flora e della fauna. Durante le glaciazioni, le terre emerse si estendevano verso sud, permettendo agli organismi di migrare verso climi più caldi, mentre durante i periodi interglaciali, le terre emerse si restringevano, isolando le popolazioni e promuovendo la divergenza genetica. L'arrivo dell'uomo nell'Ecozona Paleartica ha segnato un'altra svolta significativa nella storia di questa regione. Le attività umane, come l'agricoltura, la deforestazione e l'introduzione di specie invasive, hanno avuto un impatto significativo sulla biodiversità locale, modificando gli ecosistemi e mettendo a rischio molte specie endemiche. La regione ha solo due famiglie esclusive di mammiferi, entrambe roditori: quella a cui appartiene il ghiro del deserto e quella dei ratti-talpa ciechi.

## Descrizione
L'Ecozona Paleartica, estendendosi su vasti territori di Eurasia settentrionale e Nordafrica, si caratterizza per la sua straordinaria diversità di habitat e paesaggi. Al suo interno, si possono individuare una vasta gamma di ecosistemi, che vanno dalle regioni artiche e subartiche alle zone temperate e subtropicali. Questa ricchezza di ambienti naturali contribuisce alla notevole biodiversità della regione, offrendo rifugio a una varietà di specie vegetali e animali adattate a una vasta gamma di condizioni climatiche.
Le tundre artiche, con il loro terreno roccioso e la scarsa vegetazione, caratterizzano le regioni settentrionali, mentre le foreste boreali di conifere dominano le terre più a sud. Le steppe temperate, che si estendono attraverso Eurasia centrale, sono punteggiate da cespugli e erbe resistenti alla siccità, mentre i deserti temperati del Nordafrica presentano paesaggi aridi e spesso rocciosi, adatti a specie vegetali e animali adattate alla scarsità d'acqua.
Nelle regioni temperate, le foreste decidue di querce, faggi e aceri dipingono il paesaggio con una varietà di colori durante le stagioni. I corsi d'acqua, i laghi e le paludi sono caratteristici di molte aree, fornendo habitat essenziali per una vasta gamma di specie acquatiche e terrestri.

## Principali regioni ecologiche dell'Ecozona Paleartica

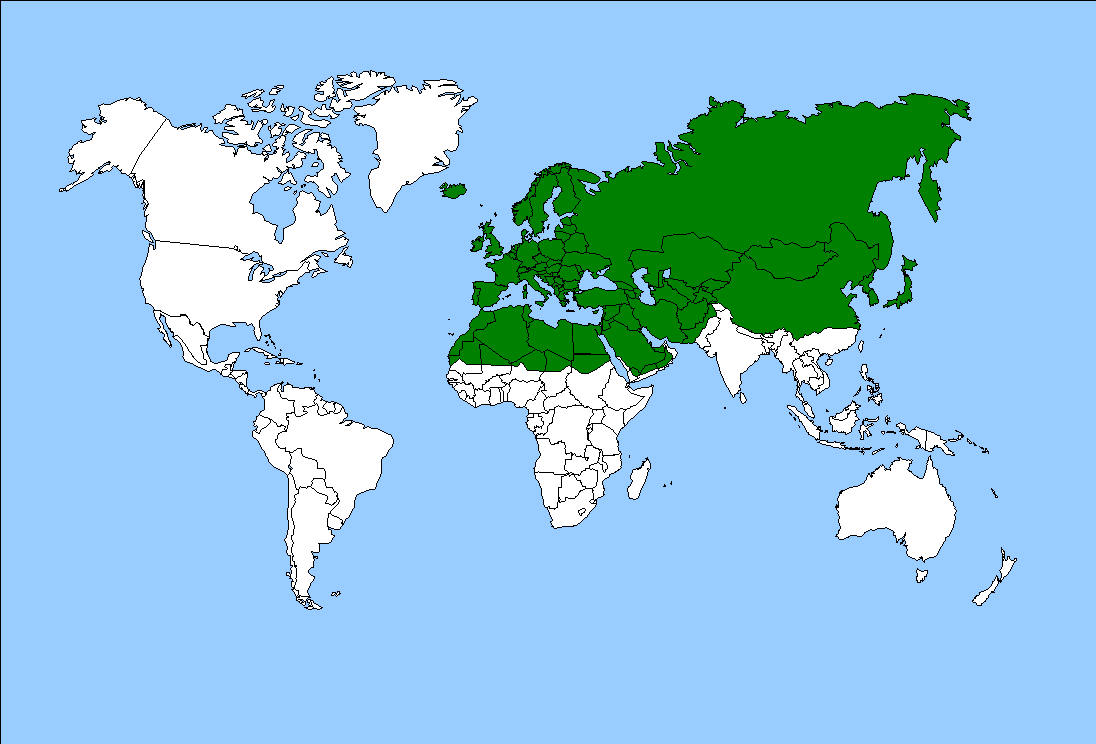

### Regioni artiche e subartiche
Le regioni artiche e subartiche dell'Ecozona Paleartica occupano le terre più settentrionali, caratterizzate da climi estremamente freddi e condizioni ambientali estreme. Le tundre artiche, con il loro suolo permafrostico e la vegetazione erbacea e cespugliosa, costituiscono la principale formazione vegetale in queste regioni. Questi habitat ospitano specie adattate alla vita in condizioni estreme, come renne, lemmingi e orsi polari.

### Foreste boreali di conifere
Le foreste boreali, si estendono attraverso vaste aree di Eurasia settentrionale, caratterizzate dalla predominanza di conifere come abeti, pini e larici. Questi habitat offrono rifugio a una varietà di mammiferi, tra cui alci, linci e martore, oltre a una ricca avifauna di uccelli migratori e residenti.

### Steppe temperate dell'Eurasia Centrale
Le steppe temperate dell'Eurasia centrale sono caratterizzate da ampie distese di erba alta e arbusti, con precipitazioni variabili e temperature estreme. Queste regioni sono abitate da specie adattate alla siccità, come cavalli selvatici, saighe e gazzelle, nonché da una varietà di uccelli rapaci.

### Deserti del Nordafrica e della penisola arabica
I deserti come il Sahara in Nordafrica o il Rub' al-Khali nella Penisola arabica  separano la zona paleartica da quella afrotropicale. Questi deserti caldi presentano paesaggi aridi e spesso rocciosi, con temperature estreme durante il giorno e notevoli escursioni termiche tra giorno e notte. Le piante e gli animali che vi si trovano sono adattati a sopravvivere con poche risorse idriche, tra cui cactus, lucertole, serpenti e scorpioni.

### Foreste temperate decidue dell'Europa e dell'Asia
Le foreste temperate decidue dell'Europa e dell'Asia sono caratterizzate dalla presenza di alberi a foglia caduca come querce, faggi, aceri e carpini. Queste foreste ospitano una grande varietà di flora e fauna, tra cui cervi, cinghiali, tassi e numerose specie di uccelli canori.
Ogni regione ecologica dell'Ecozona Paleartica presenta caratteristiche uniche che contribuiscono alla sua ricchezza biologica complessiva, ma è importante notare che queste aree non sono isolate e spesso mostrano sovrapposizioni e interazioni ecologiche significative.